# 페이퍼 모델

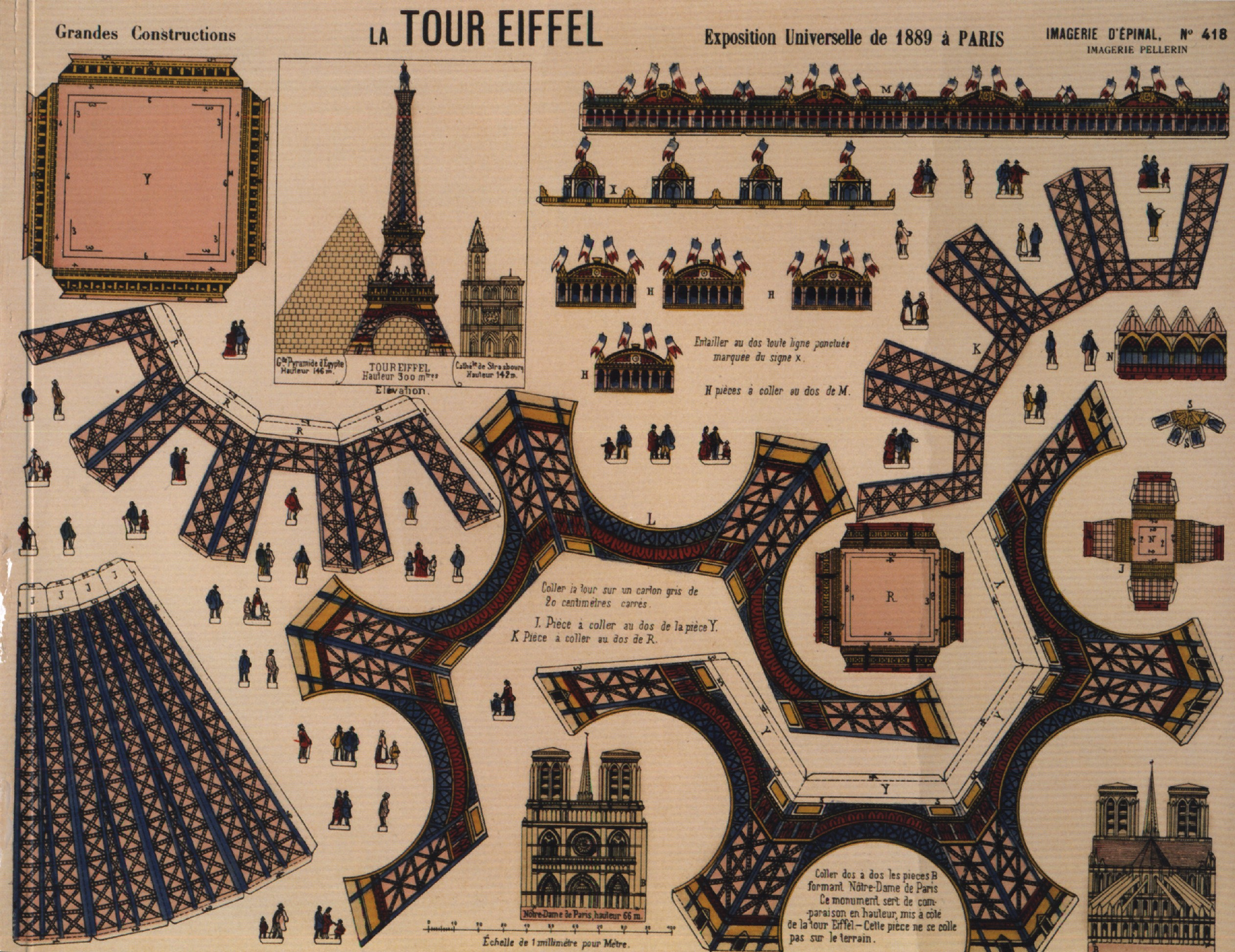
에펠탑 모델

페이퍼 모델(paper model) 또는 카드 모델(card model)은 주로 두꺼운 종이, 판지, 카드 용지 또는 폼 시트로 제작된 모델이다.

## 상세 내용
이는 종이접기와 카드 모델링을 포함하는 광범위한 카테고리로 간주될 수 있다. 종이접기는 변형 키리가미와 달리 접착제를 사용하거나 자르지 않고 종이 한 장을 접어서 페이퍼 모델을 만드는 과정이다. 카드 모델링은 일반적으로 풀 컬러로 부품이 인쇄된 카드지 시트로 스케일 모델을 만드는 것이다. 이 조각들은 잘라내고, 접고, 점수를 매기고, 함께 접착한다. 페이퍼크래프트는 이러한 모델 유형을 결합하여 착용 가능한 갑옷, 실물 크기 캐릭터, 정확한 무기 모델과 같은 복잡한 창작물을 만드는 기술이다.
때로는 모델 조각을 펀칭할 수도 있다. 인쇄된 부분을 잘라내야 하는 경우가 더 많다. 접는 데 도움이 되도록 가장자리에 점수를 매길 수도 있다. 부품은 일반적으로 폴리비닐 아세테이트 접착제("백색 접착제", "PVA")를 사용하여 접착된다. 이런 종류의 모델링에서는 일반적으로 단면이 미리 칠해져 있으므로 완성 후 모델을 칠할 필요가 없다. 일부 애호가는 페인팅과 디테일링을 통해 모델을 향상시킬 수 있다. 종이 매체의 특성상 모형을 더 오래 유지하기 위해 바니시로 밀봉하거나 스프레이 폼으로 채울 수 있다. 일부 애호가들은 종이 공예나 내구성을 사용하여 공예품을 만들고 수지로 덮은 다음 페인팅하는 등 실물 크기의 소품을 만들기도 한다. 특정 모델(선박, 자동차, 버스, 기차 등)에 대한 사실적 효과를 향상시키는 것 이상으로 인화지를 사용하여 열로 라미네이팅함으로써 인쇄면의 색상이 닳는 것을 방지하는 경우도 있다. 종이 공예는 다른 재료로 소품을 만드는 데 참고 자료로 사용될 수도 있다.

## 같이 보기
- 전개도
- 종이비행기